# Thomas G. Davidson

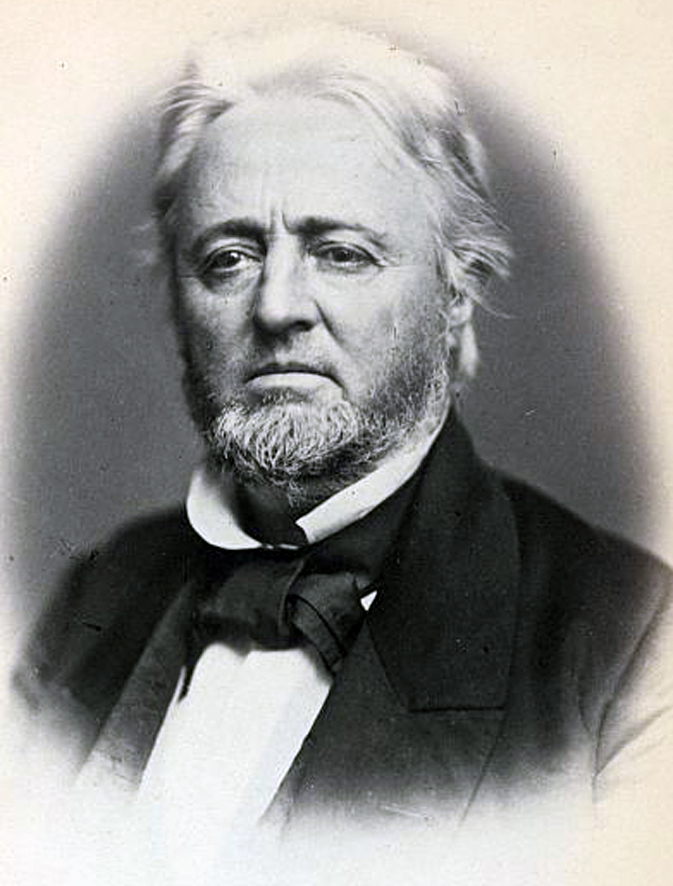
Thomas G. Davidson

Thomas Green Davidson (* 3. August 1805 in Coles Creek, Jefferson County, Mississippi; † 11. September 1883 in Springfield, Louisiana) war ein US-amerikanischer Politiker. Zwischen 1855 und 1861 vertrat er den Bundesstaat Louisiana im US-Repräsentantenhaus.

## Werdegang
Thomas Davidson besuchte zunächst die Grundschule. Nach einem anschließenden Jurastudium und seiner Zulassung als Rechtsanwalt begann er in Greensburg (Louisiana) in seinem neuen Beruf zu arbeiten. Außerdem wurde er beim Bundeskatasteramt (Land Office) angestellt. Politisch wurde Davidson Mitglied der Demokratischen Partei. Zwischen 1833 und 1846 saß er als Abgeordneter im Repräsentantenhaus von Louisiana. 1855 war er Vorsitzender des regionalen demokratischen Parteitags in Louisiana.
Bei den Kongresswahlen des Jahres 1854 wurde Davidson im dritten Wahlbezirk von Louisiana in das US-Repräsentantenhaus in Washington, D.C. gewählt, wo er am 4. März 1855 die Nachfolge von John Perkins antrat. Nach zwei Wiederwahlen konnte er bis zum 3. März 1861 drei Legislaturperioden im Kongress absolvieren. Diese waren von den Ereignissen und Diskussionen im Vorfeld des  Bürgerkrieges geprägt. Zwischen 1874 und 1878 sowie in den Jahren 1880 und 1883 war Thomas Davidson nochmals Abgeordneter im Repräsentantenhaus von Louisiana. Er starb am 11. September 1883 in Springfield und wurde dort auch beigesetzt.